# Schrankia balneorum
Schrankia balneorum är en fjärilsart som beskrevs av Alphéraky 1880. Schrankia balneorum ingår i släktet Schrankia och familjen nattflyn. Inga underarter finns listade.